# Neville Marriner
Sir Neville Marriner (Lincoln, 1924. április 15. – London, 2016. október 2.) angol hegedűművész, karmester, neve szorosan kapcsolódik  az általa alapított és egy életen át vezetett  Academy of St Martin in the Fields kamarazenekarhoz. Karmester pályáját negyvenöt évesen kezdő Marrinert a világ legnevesebb zenekarai - Bécs, Berlin, Párizs, Milánó, Athén, New York, Boston, San Francisco és Tokió – hívták vezényelni. Mint a klasszikus zene doyenje kilencvenéves korában még fellépett a népszerű  londoni  Proms-on. Művészetét lemezfelvételek sokasága, majdnem 600 felvétel őrzi.

## Művészi pályája

### Tanulmányai
Merriner az angliai Lincoln-ban született, mesterember édesapja volt kezdetben első hangszeres tanára, hegedűt és zongorát tanult, majd zenei tanulmányait 1939-ben a londoni Royal College of Music-ban folytatta. Emellett az akkor Henry Wood által vezetett  Londoni Szimfonikus Zenekar szekund szólamában játszott. A  II. világháborúban a brit hadseregben felderítőként szolgált, de egy betegség következtében egy év után leszerelik, így 1943-ban folytatja tanulmányait a Royal College of Music-ban, ezt követően a párizsi konzervatóriumban René Benedettinél tanul.

### Kezdeti kamaraegyüttesek, Londoni Szimfonikus Zenekar
Pályáját még pusztán zenetanárként kezdi a rangos angliai Eton College-ban, mely Angliának számos miniszterelnököt nevelt, majd 1948-ban már egykori Alma materének, a londoni Royal College of Music hegedű szakának professzora. 
1949-től számos kamaraegyüttesben játszik, 1949 körül a Martin String Quartet szekund hegedűse és 13 éven át játszik velük, emellett a csemballista Thurston Darttal és Peter Gibbsszel megalakítják a Virtuoso String Triot. Ezek az előzményei a Dart's Jacobean Ensemble-nek, melyben Merriner 1951-től játszott. Ezenkívül fellép  még Reginald Jacques és Boyd Neel kamarazenekarában valamint a London Mozart Players együttesben is.
1950 körül Pierre Monteux biztatására Hancockban (Maine, Egyesült Államok) Pierre Monteux karmesterképzőjében tanul.
Mindemellett az ’50-es évek elején játszik az akkor Herbert von Karajan vezette Philharmonia Orchestra-ban is valamint újból a Londoni Szimfonikus Zenekar tagja a szekund szólam vezetőjeként (1954–69).
Marriner a két nagy szimfonikus zenekarban a kor legjelentősebb karmester egyéniségeit ismerhette meg, mint Henry Wood, Furtwängler, Bruno Walter, Toscanini, ezek voltak későbbi karmester pályájának meghatározó gyökerei.

### Academy of St Martin in the Fields kamarazenekar

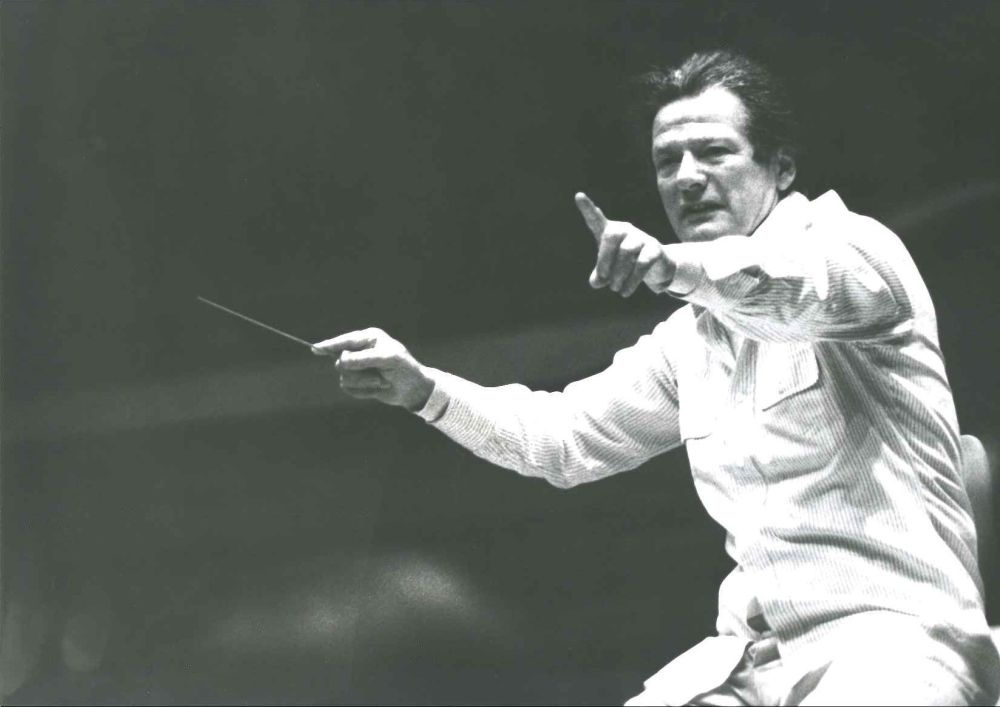
Sir Neville Marriner 1980-ban.

Mint kiváló kamarazenész, és már a zenekar vezetésével is ismerkedő Marriner 1959-ben megalakítja saját kamarazenekarát az Academy of St Martin in the Fields kamarazenekart.  
Bemutatkozó koncertjüket 1959. november 13-án adták a londoni Trafalgar Square-en található St Martin in the Fields templomban.  
A kamarazenekar megalakításakor csak 12 fős volt, mely később fúvósokkal is kiegészült. A kivételes hangzású zenekar összeállítása változó volt, az előadott művekhez igazodva, kezdeti  repertoárjukat - barokk és a bécsi klasszikus zene - romantikus és a 20. század kezdeti műveivel bővítette.
Marriner az együttes megalakulásától 1969-ig az obbligat és concertino szólókat is játszva irányította a kamarazenekart, 1969-től pedig már a karmesteri pulpitusról. Művészi tevékenysége mellett 2011-ig az együttes zenei igazgatója is volt, majd a zenekar örökös elnöke címet viselte.

### Világkarrier
1969-ben  Merriner  megalakította a Los Angeles-i Kamarazenekart és első zenei igazgatója is lett 1969 és 1978 között. Majd 1979-től a nyolcvanas évek végéig egyszerre töltötte be a Minnesotai Szimfonikusok (Minnesota Orchestra) és a Stuttgarti Rádió Szimfonikus Zenekarának zeneigazgatói és első karmestere tisztét (1979 -1986). Ezen túlmenően vezényelte a New York Chamber Orchestra-t, a Gulbenkian Orchestra-t, az Israel Chamber Orchestra-t, az Australian Chamber Orchestra-t és a Bécsi Filharmonikusokat. A karmester karrierjét viszonylag későn, negyvenöt évesen kezdő Merrinert a világ legnevesebb zenekarai - Bécs, Berlin, Párizs, Milánó, Athén, New York, Boston, San Francisco és Tokió szimfonikus együttesei – hívták vezényelni. Még élete utolsó éveiben is fellépett a Salzburgi Ünnepi Játékokon.
De folyamatosan  vezényelt Angliában is, a népszerű londoni Promson 2014-ben a promeádkoncertek történetének legidősebb karmestereként még 90 éves korában is fellépett.
Marriner 2016. október 2-án, 92 éves korában hunyt el.

## Lemezei
Merriner rengeteg lemezt készített, több mint 600 lemezfelvételt - ezeken talán 2000-nél is több mű hallható – több, mint amennyit karmester, Herbert von Karajant kivéve, valaha is felvett. Lemezfelvételeit számos kiadó, többek közt az Argo, L'Oiseau Lyre, Philips, EMI Classics lemeztársaságok égisze alatt adta közre. Nevéhez Grammy-díjas felvételek fűződnek, melyeken repertoárja a barokk zenétől a 20. századi brit zenéig terjed.        
Merriner válogatta, és irányította a Miloš Forman által rendezett Oscar-díjas film, az Amadeus (1984)  zenéjét, melyen zenekara, az Academy of St Martin in the Fields játszik. A lemez egyike a legnagyobb példányszámban - 6,5 millió - eladott klasszikus lemezeknek.

## Díjai
1979-ben II. Erzsébet királynő a brit birodalom rendje kitüntetést adományozta Merrinernek, 1985-ben lovaggá ütötte. Számos más országban is magas kitüntetéssel ismerték el munkásságát.

## Magyar vonatkozások
2003-ban a Budapesti Tavaszi Fesztiválon vezényelte az akkor még ifjúsági Danubia Szimfonikus Zenekart.
Az Academy of St. Martin in the Fields kamarazenekarral 2007. január 15-én lépett fel a  Művészetek Palotájában.

## Külső hivatkozások
- Sir Neville Marriner a discogs honlapján
- Sir Neville Marriner - Encyclopaedia Britannica

## Fordítás
- Ez a szócikk részben vagy egészben  a   Neville Marriner  című angol Wikipédia-szócikk ezen változatának fordításán alapul.  Az eredeti cikk szerkesztőit annak laptörténete sorolja fel. Ez a jelzés csupán a megfogalmazás eredetét és a szerzői jogokat jelzi, nem szolgál a cikkben szereplő információk forrásmegjelöléseként.